# سیارک ۱۹۱۳۶
سیارک ۱۹۱۳۶ (به انگلیسی: 19136 Strassmann، نامگذاری:1989AZ6) نوزده هزار و صد و سی و ششمین سیارک کشف شده‌است که در ۱۰ ژانویه ۱۹۸۹ کشف شد.
قدر مطلق سیارک برابر ۱۵٫۰۰ است.